# Sengonwetan
Sengonwetan is een bestuurslaag in het regentschap Grobogan van de provincie Midden-Java, Indonesië. Sengonwetan telt 3545 inwoners (volkstelling 2010).